# HOME (B'z單曲)
〈HOME〉是日本音樂組合B'z的歌曲。於1998年7月8日作為第25張單曲由Rooms RECORDS發行。

## 概要
本作是自精選輯『B'z The Best "Pleasure"』發售起約2個月後所發售之單曲。收錄曲的錄音，是在巡迴演唱會『B'z LIVE-GYM '98 "SURVIVE"』間隙中見縫穿針錄製而成。
自18th單曲『LOVE PHANTOM』起所使用的B'z標誌在單曲中是以本作、在專輯中是以2000年發售的必備專輯（Must Album）『B'z The "Mixture"』為最後便暫時不再使用。之後，自2004年發售的36th單曲『BANZAI』起，除了39th單曲『OCEAN』、40th單曲『衝動』外，使用至今。
正式為「HOME」單獨A面，但在發售之初的Oricon及日本唱片協會發行機關誌『The Record』上，是以『HOME/The Wild Wind』表記被處理為雙A面，松本亦在官方粉絲俱樂部會報誌的訪談中表示「我認為哪首當1st都可以」。實際上，由於唱片封面為雙A面單曲設計、兩曲一同製作了PV、在宣傳本作時出演的音樂節目上經常將1st beat和2nd beat這2曲一同披露，因此作為實質性地處理是成為了接近雙A面形式。
初回限定盤是唱片封面上的文字為打凸之規格。

## 紀錄
本作與L'Arc〜en〜Ciel的單曲3作同時發行是在同日發售，但卻力壓第2位的『HONEY』在Oricon公信榜上獲得21作連續初登場第1位。初動、累計銷售量超越前作，初動銷售量成為了自『Calling』以來超過50萬張。在PLANET上是成為初登場第4位，中斷了直至前作為止持續的19作連續初登場第1位紀錄。在Oricon上是差之毫厘未達百萬，但在日本唱片協會統計達成百萬銷量紀錄。

## 收錄曲
1. HOME (4:22)
在歌詞及標題中登場的「HOME」，是由「自身的心靈支柱，絕不動搖的東西，若有那些的話無論當下發生什麼都不要緊[原文 2]」這樣的稻葉心意附加上的[9]。
在前奏中放入的手風琴，是曾經造訪巴黎時在車站看到街頭演奏的稻葉以「想放入巴黎地下鐵車站內風格的前奏[原文 3]」之要求而採用的聲部[9]。
和聲中出現了在『亞子的秘密』裡登場的魔法咒語「Tekumakumayakon」（テクマクマヤコン）[注 2]。此和聲是在思考作為穿插喝彩加入的和聲時，稻葉突然哼唱出來的東西[9][6]。
PV是於『B'z LIVE-GYM '98 "SURVIVE"』巡演結束後的6月，在香港花2日拍攝而成的影像，工作人員與出演者為當地人[10][11]。
未收錄於原創專輯中，在抒情精選輯『The Ballads 〜Love & B'z〜』成為了首次收錄於專輯中[注 3]。
在音樂節目上所披露的是由原聲吉他聲部揭開序幕的編曲[注 4]。
在即將發行前舉行的『B'z LIVE-GYM '98 "SURVIVE"』上未披露，但在翌年舉行的『B'z LIVE-GYM '99 "Brotherhood"』上成為了演唱會首次演奏。此外，當時省略掉了前奏的原聲吉他聲部。
精選輯『B'z The Best "Pleasure II"』發售時於iTunes Music Store上出現了本曲的英語版本，但立刻就消失了，之後被收錄於迷你專輯『B'z（日语：B'z (2007年のアルバム)）』數位上架。此版本在精選輯『B'z The Best "ULTRA Treasure"』中因排行粉絲票選第17位[12]，而被首次CD化。2011年，亦有被收錄於以支援東日本大震災為目的的合輯『Download to Donate: Tsunami Relief（日语：ダウンロード・トゥ・ドネート:ツナミ・リリーフ）』中[13]。在演唱會上是於2006年9月1日舉行，由多玩國提供的完全邀請制Premium Live『B'z NETWORK LIVE in Japan』上首次披露。
2020年4月27日，伴隨著COVID-19的外出自肅，在官方YouTube頻道上公開了成員2人將本曲即興演奏的影片[14][15][16]，並於4月30日公開了加入『B'z LIVE-GYM 2019 -Whole Lotta NEW LOVE-』支援樂手的樂團即興演奏版本影片[17][18][19]。
關於上述的即興演奏影片，松本表示是由於「作為B'z應該要採取一些行動[原文 4]」這樣的想法而實施的。當初是打算製作新曲但因判斷尚無法推出，之後便由稻葉提案演奏「HOME」，松本亦認為不論是歌詞或內容都很容易理解而選定了本曲[20]。
2. The Wild Wind (3:45)
電影『不夜城』主題歌，是B'z出道10年來的首個電影主題歌。
原為松本為了在演唱會上的SOLO環節中歌唱而準備的，但在製作主題歌之際讓稻葉聆聽做好的樂曲時，其因與電影匹配而選擇了本曲[21]。在歌詞中登場的鞦韆，所描寫是象徵著「動蕩不安的心[原文 5]」[21]。
在2003年發售之著作『ウルトラクロニクル』的訪談中，松本亦將其例舉為是在B'z中特別喜歡的歌曲之一[注 5][7]。
PV與「HOME」同為於香港拍攝。此外，『不夜城』的工作人員亦參與了本曲的PV拍攝。
成為了比單曲版本的「HOME」更先在必備專輯（Must Album）『B'z The "Mixture"』首次收錄於專輯中。
在電視出演等是被與標題曲一同披露，稻葉彈著原聲吉他，松本亦擔任了和聲。
於發行前率先在『B'z LIVE-GYM '98 "SURVIVE"』終盤上被作為未發表曲先行披露[注 6]。之後，在『B'z SHOWCASE 2007 -19-』、『B'z SHOWCASE 2007 -B'z In Your Town-』上暌違約9年演奏，在『B'z LIVE-GYM Pleasure 2013 -ENDLESS SUMMER-』上亦有演奏。

## 商業搭配
- 角川文庫廣告曲 (#1)
- 東映・Asmik Ace（日语：アスミック・エース）電影『不夜城』主題歌 (#2)

## 製作人員
- 松本孝弘：吉他、全曲作曲・編曲
- 稻葉浩志：主唱、全曲作詞・編曲
- 池田大介（日语：池田大介 (編曲家)）：Synthesizer Programming（日语：ミュージックシーケンサー）
- 山木秀夫（日语：山木秀夫）：爵士鼓
- 明石昌夫：貝斯
- 和泉宏隆（日语：和泉宏隆）：鋼琴・手風琴 (#1)
- 斎藤ノブ（日语：斎藤ノブ）：打擊樂器 (#1)
- 篠崎（日语：篠崎正嗣）Strings：弦樂器 (#2)

## 收錄專輯
HOME
- B'z The Best "Treasure" (作為隱藏曲目（日语：隠しトラック）收錄原聲短版本)
- The Ballads 〜Love & B'z〜
- B'z The Best "Pleasure II"
- B'z (2007年專輯)（日语：B'z (2007年のアルバム)） (英語歌詞版本「Home」)
- B'z The Best "ULTRA Pleasure"
- B'z The Best "ULTRA Treasure" (英語歌詞版本「Home」)
- B'z The Best XXV 1988-1998

The Wild Wind
- B'z The "Mixture"

## 演唱會影像作品
HOME
- once upon a time in 横浜 〜B'z LIVE GYM'99 "Brotherhood"〜
- B'z The Best "Pleasure II" (特典影像下載)
- B'z LIVE in なんば（英語歌詞版本「Home」）
- B'z LIVE in なんば 2006 & B'z SHOWCASE 2007 -19- at Zepp Tokyo（日语：B'z LIVE in なんば 2006 & B'z SHOWCASE 2007 -19- at Zepp Tokyo） (英語詞版本「Home」)
- B'z LIVE-GYM 2001 -ELEVEN-
- EPIC DAY (特典DVD/英語歌詞版本「Home」)
- B'z COMPLETE SINGLE BOX (特典DVD)

The Wild Wind
- B'z LIVE-GYM Pleasure 2013 ENDLESS SUMMER -XXV BEST-

## 腳註

### 出典
1. 1 2  . ORICON STYLE. Oricon.   [2020-07-13]. （原始内容存档于2012-10-11）.
2. 1 2 3  . THE RECORD (日本唱片協會). 1998年9月, (466): 9.
3. ↑  . 日本唱片協會.   [2019-10-27]. （原始内容存档于2020-02-17）.
4. ↑  mfm I 2013，第85頁.
5. ↑  . ORICON NEWS. Oricon.   [2013-07-24]. （原始内容存档于2019-07-01）.
6. 1 2   38. B'z Party. 1998-06.
7. 1 2  佐伯明. . Sony Magazines. 2003: 40.
8. ↑  . PLANET.   [2020-05-20]. （原始内容存档于1999-10-21）.
9. 1 2 3  . MRM.   [2019-09-28]. （原始内容存档于2016-03-25）.
10. ↑  青木優.  (MUSIC VIDEO的Liner Notes（初回限定盤附屬）) (音像媒体说明). VERMILLION RECORDS. 2013.
11. ↑  mfm I 2013，第188頁.
12. ↑  . BARKS (JAPAN MUSIC NETWORK株式會社). 2008-07-16  [2019-10-27]. （原始内容存档于2020-06-14）.
13. ↑  . BARKS (JAPAN MUSIC NETWORK株式會社). 2011-03-24  [2019-10-27]. （原始内容存档于2016-03-04）.
14. ↑  . 音樂Natalie (株式會社Natasha). 2020-04-27  [2020-04-27]. （原始内容存档于2020-04-27）.
15. ↑  . ORICON NEWS (Oricon). 2020-04-27  [2020-04-29]. （原始内容存档于2020-04-27）.
16. ↑  B'z. . 2020-04-27  [2020-04-27]. （原始内容存档于2020-12-01）.
17. ↑  . 音樂Natalie (株式會社Natasha). 2020-04-30  [2020-04-30]. （原始内容存档于2020-04-30）.
18. ↑  . BARKS (JAPAN MUSIC NETWORK株式會社). 2020-04-30  [2020-04-30]. （原始内容存档于2020-05-01）.
19. ↑  B'z. . 2020-04-30  [2020-04-30]. （原始内容存档于2020-12-01）.
20. ↑   126. B'z Party. 2020-06.
21. 1 2  . MRM.   [2019-09-28]. （原始内容存档于2016-03-25）.